# Carrollton (Missouri)
Carrollton is een plaats (city) in de Amerikaanse staat Missouri, en valt bestuurlijk gezien onder Carroll County.

## Demografie
Bij de volkstelling in 2000 werd het aantal inwoners vastgesteld op 4122.
In 2006 is het aantal inwoners door het United States Census Bureau geschat op 3971, een daling van 151 (-3,7%).

## Geografie
Volgens het United States Census Bureau beslaat de plaats een oppervlakte van
11,0 km², geheel bestaande uit land. Carrollton ligt op ongeveer 360 m boven zeeniveau.

## Plaatsen in de nabije omgeving
De onderstaande figuur toont nabijgelegen plaatsen in een straal van 20 km rond Carrollton.